# Lei dos Sexagenários
Mit der Lei dos Sexagenários (portugiesisch für Gesetz der Sechzigjährigen) wurden in Brasilien 1885 Sklaven, die älter als 60 Jahre waren, in die Freiheit entlassen.
Das Gesetz Nr. 3270 wurde am 28. September 1885 verkündet. Es war 1884 vom liberalen Minister Sousa Dantas ins Parlament eingebracht und dort kontrovers diskutiert worden. Der Widerstand der Großgrundbesitzer, welche Sklaven zur Arbeit auf ihren Plantagen benötigten, zögerte die Verabschiedung des Gesetzes bis 1885 heraus. Das Gesetz ist auch unter dem Namen Lei Saraiva-Cotegipe bekannt, da es unter dem Premierminister José Antônio Saraiva eingebracht und unter seinem Nachfolger Barão de Cotegipe verabschiedet wurde. Bereits 1871 war das Gesetz Lei do Ventre Livre erlassen worden, durch welches alle von Sklavinnen geborenen Kindern zu freien Menschen erklärt wurden. Das Lei dos Sexagenários war ein weiterer Schritt zur schrittweisen Abschaffung der Sklaverei in Brasilien, die vollständig erst mit der Lei Áurea 1888 Wirklichkeit wurde.